# Тобольська духовна семінарія
Тобольська Православна Духовна Семінарія — вищий навчальний заклад Тобольської та Тюменської єпархії Російської православної церкви, де випускають священнослужителів та церковнослужителів.

## Історичні відомості
1703 — у Тобольську, за вказівкою Петра I, митрополитом Філофеєм (Лещинським) було відкрите перший за Уралом навчальний заклад — слов'яно-руська школа.
1743 — за ініціативи митрополита Антонія (Нарожицького) школа була перетворена на Тобольську Духовну семінарію . З моменту заснування семінарія розташовувалася в архієрейському домі, пізніше у 1770 за вказівки єпископа Варлаама була переміщена в тобольський Знаменський монастир .
Керування семінарією здійснювалося ректором під безпосереднім наглядом митрополита . Одночасно ректор виконував обов'язок вчителя богослов'я. За ректором префект, він же вчитель кляси філософії. Одночасно було засноване семінарське правління, в яке входили ректор, перфект і вчитель риторичного класу. Правління приймало присягу і йому було надане право безпосередньо звертатися з письмовими проханнями до Синоду. 
Спочатку в Тобольській семінарії були відкрити тільки нижчі кляси — фари та інфіми, граматика та синтаксис, а потім кляс піїтики, а у 1748 — кляс риторики. Пізніше відкрились кляси філософський та богословський, і з 1764 ТДС мала повний набір клясів. При Катерині II вона була в числі восьми із двадцяти шести російських семінарій, де викладався повний восьмикласний курс.
1840 — була проведена друга реформа духовних навчальних закладів.
Останній випуск в семінарії відбувся весною 1919, після чого семінарія зачинилася.

### Сучасний стан
14 жовтня 1989 — священний Синод Російської православної церкви ухвалив рішення про відкриття Тобольської духовної семінарії.
1991 — при семінарії було відкрите Регентське відділення.
1996 — відкрита іконописна школа.
У 2013 викладач ТДС диякон Дмитро Прахт успішно захистив кандидатську дисертацію «Тобольська духовна семінарія в контексті реформ середньої духовної освіти у 19 — поч. 20 ст.»
Лютий 2014 — рішенням навчального комітету РПЦ у семінарії заснована магістратура за двома профілями підготовки: «Церковна історія» та «Міссіонерознавство».

## Ректори
- Михаїл (Миткевич) (1743 — ?)
- архімандрит Ілія (Шумілевич) (1770-ті)
- Михаїл (Бурдуков) (1799—1810)
- архімандрит Філарет (Амфітеатров) (1810—1813)
- Євген (Баженов) (14 серпня 1819—1824)
- Іона (Капустін) (15.03. 1830 —)
- Порфирій (Соколовський) (13 липня 1851—1854)
- протоієрей Миколай Потоцький (1873—1877)
- протоієрей Петро Головін (1877—1904)
- Никифір (Асташевський) (1914 — ?)
- Чернавський (? — 1919) в.о. ректора
- протоієрей Олександр Замятін (25 квітня 1919 — 26 июня 1920)

- архімандрит Макарій (Веретенніков) (жовтень 1989 — вересень 1990)
- архімандрит Георгій (Тертишніков) (вересень — жовтень 1990) не прибув
- митрополит Димитрій (Капалін) (з жовтня 1990)

## Викладачі
- Сидоренко Олексій — протоієрей, доцент ТДС, кандидат філософських наук, настоятель храму на честь Покрови Божої Матері м. Ішима.

## Відомі випускники
- Абрамов Микола Олексійович — відомий етнограф Сибіру.
- Олександр (Іноземцев) — голова собору Української автокефальної православної церкви в Луцьку (1942)
- Дерябін Андрій Федорович — засновник Іжевського збройного заводу, керівник Департаменту горних та соляних справ (1811—1817) та санкт-петербурзького Гірського кадетського корпусу.
- Єлисєєв Григорій Захарович, випуск 1840 — редактор журналу «Отечественные записки» (1868—1881), один із прототипів роману «Брати Карамазови».
- Знаменський Михайло Степанович — мемуарист, ілюстратор, автор портретів декабристів у засланні.
- св. Макарій (Невський), випуск 1885 — митрополит Московський та Коломенський (1912—1917), «апостол Алтаю»
- Мансвєтов Григорій Іванович — член Російської академії (1827)
- Павлов Олексій Степанович — член-кореспондент Імператорської Санкт-Петербурзької Академії наук (1873)
- св. Стефан Омський, випуск 1824.
- Словцов Петро Андрійович, випуск 1788 — історик Сибіру, поет.